# James Wisniewski

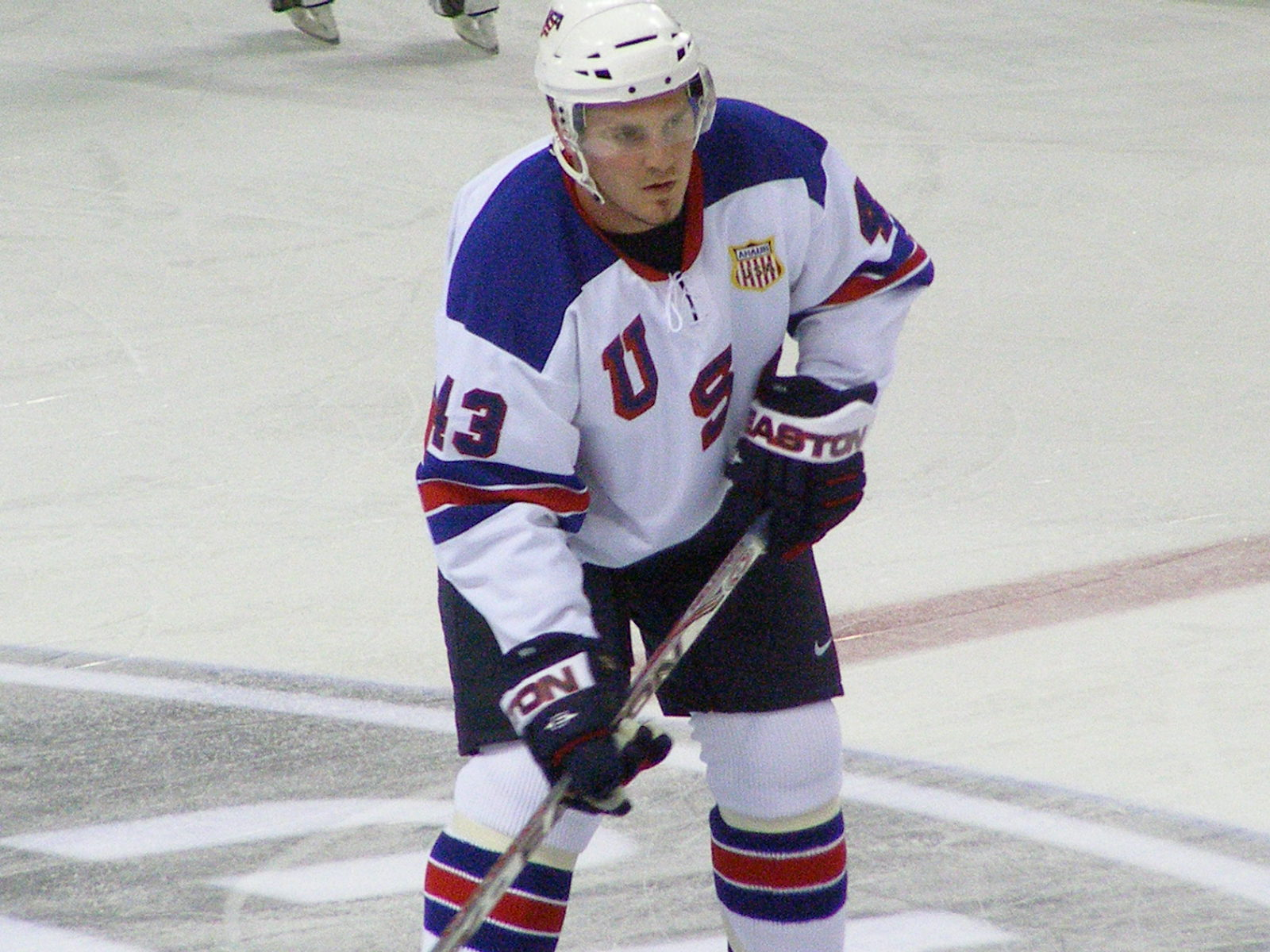

James Joseph Wisniewski (* 21. února 1984, Canton, Michigan) je americký hokejový obránce hrající v týmu Columbus Blue Jackets v severoamerické lize NHL.

## Úspěchy

### Individuální úspěchy
- CHL Defenceman of the Year – 2003/04
- CHL 1. All-Star Team – 2003/04
- Max Kaminsky Trophy – 2003/04

### Kolektivní úspěchy
- Zlatá medaile z MS 18' – 2002
- Zlatá medaile z MSJ – 2004

## Klubové statistiky
| Sezona     | Klub                  | Soutěž            | Základní část | Základní část | Základní část | Základní část | Základní část | Play off | Play off | Play off | Play off | Play off |
| Sezona     | Klub                  | Soutěž            | Z             | G             | A             | B             | TM            | Z        | G        | A        | B        | TM       |
| ---------- | --------------------- | ----------------- | ------------- | ------------- | ------------- | ------------- | ------------- | -------- | -------- | -------- | -------- | -------- |
| 2000/01    | Plymouth Whalers      | OHL               | 53            | 6             | 23            | 29            | 72            | 19       | 3        | 10       | 13       | 34       |
| 2001/02    | Plymouth Whalers      | OHL               | 62            | 11            | 25            | 36            | 100           | 6        | 1        | 2        | 3        | 6        |
| 2002/03    | Plymouth Whalers      | OHL               | 52            | 18            | 34            | 52            | 60            | 18       | 2        | 10       | 12       | 14       |
| 2003/04    | Plymouth Whalers      | OHL               | 50            | 17            | 53            | 70            | 63            | 9        | 3        | 7        | 10       | 8        |
| 2004/05    | Norfolk Admirals      | AHL               | 66            | 7             | 18            | 25            | 110           | 5        | 1        | 3        | 4        | 2        |
| 2005/06    | Norfolk Admirals      | AHL               | 61            | 7             | 28            | 35            | 67            | 4        | 1        | 2        | 3        | 6        |
| 2005/06    | Chicago Blackhawks    | NHL               | 19            | 2             | 5             | 7             | 36            | –        | –        | –        | –        | –        |
| 2006/07    | Norfolk Admirals      | AHL               | 10            | 0             | 6             | 6             | 8             | –        | –        | –        | –        | –        |
| 2006/07    | Chicago Blackhawks    | NHL               | 50            | 2             | 8             | 10            | 39            | –        | –        | –        | –        | –        |
| 2007/08    | Chicago Blackhawks    | NHL               | 68            | 7             | 19            | 26            | 103           | –        | –        | –        | –        | –        |
| 2008/09    | Rockford IceHogs      | AHL               | 2             | 3             | 1             | 4             | 0             | –        | –        | –        | –        | –        |
| 2008/09    | Chicago Blackhawks    | NHL               | 31            | 2             | 11            | 13            | 14            | –        | –        | –        | –        | –        |
| 2008/09    | Anaheim Ducks         | NHL               | 17            | 1             | 10            | 11            | 16            | 12       | 1        | 2        | 3        | 10       |
| 2009/10    | Anaheim Ducks         | NHL               | 69            | 3             | 27            | 30            | 56            | –        | –        | –        | –        | –        |
| 2010/11    | New York Islanders    | NHL               | 32            | 3             | 18            | 21            | 18            | –        | –        | –        | –        | –        |
| 2010/11    | Montreal Canadiens    | NHL               | 43            | 7             | 23            | 30            | 20            | 6        | 0        | 2        | 2        | 7        |
| 2011/12    | Columbus Blue Jackets | NHL               | 48            | 6             | 21            | 27            | 37            | –        | –        | –        | –        | –        |
| 2012/13    | Columbus Blue Jackets | NHL               | 30            | 5             | 9             | 14            | 15            | –        | –        | –        | –        | –        |
| 2013/14    | Columbus Blue Jackets | NHL               | 75            | 7             | 44            | 51            | 61            | 6        | 0        | 2        | 2        | 10       |
| 2014/15    | Columbus Blue Jackets | NHL               | 56            | 8             | 21            | 29            | 34            | –        | –        | –        | –        | –        |
| 2014/15    | Anaheim Ducks         | NHL               | 13            | 0             | 5             | 5             | 10            | –        | –        | –        | –        | –        |
| 2015/16    | Carolina Hurricanes   | NHL               | 1             | 0             | 0             | 0             | 0             | –        | –        | –        | –        | –        |
| 2016/17    | HC Lugano             | National League A |               |               |               |               |               |          |          |          |          |          |
| NHL celkem | NHL celkem            | NHL celkem        | 552           | 53            | 221           | 274           | 459           | 24       | 1        | 6        | 7        | 27       |

### Reprezentační statistiky
| 2002                   | USA 18'                | MS 18'                 | 3  | 1 | 2 | 3  | 6  |
| 2003                   | USA 20'                | MSJ                    | 7  | 0 | 4 | 4  | 6  |
| 2004                   | USA 20'                | MSJ                    | 6  | 2 | 3 | 5  | 4  |
| 2008                   | USA                    | MS                     | 6  | 1 | 2 | 3  | 6  |
| Juniorská reprezentace | Juniorská reprezentace | Juniorská reprezentace | 16 | 3 | 9 | 12 | 16 |
| Seniorská reprezentace | Seniorská reprezentace | Seniorská reprezentace | 6  | 1 | 2 | 3  | 6  |